# Feu Mathias Pascal
Pour les articles homonymes, voir Feu Mathias Pascal (homonymie).
Feu Mathias Pascal (en italien : Il fu Mattia Pascal), est un roman écrit par Luigi Pirandello et publié en 1904.

## Résumé
Mathias Pascal habite un village imaginaire de Ligurie appelé Miragno. Son père a laissé comme héritage à sa famille une importante fortune, mais gérée avec avidité par un administrateur peu scrupuleux nommé Batta Malagna.
Contraint au mariage avec Romilde Pescatore, nièce de Batta Malagna, Mathias part s'installer dans une maison qu'il est obligé de partager avec sa belle-mère, Maria Mondi veuve Pescatore, qui se moque constamment de sa mollesse et de son incompétence. Pour lui éviter trop de discrédit, le meilleur ami de Mathias, Jérôme Pomino, finit par lui trouver un travail de bibliothécaire.
Malheureux, il fuit cette vie ennuyeuse pour Monte-Carlo, où il remporte une somme énorme à la roulette. Dans le train du retour, il lit avec stupéfaction, puis allégresse, un article du journal qui relate sa propre mort : sa belle-mère aurait formellement identifié son cadavre noyé dans le bief du moulin à eau.
Il décide alors de parcourir le monde sous le nom d'Adrien Meis. Il voyage longtemps, mais finit par se fixer à Rome dans une pension de famille officiellement gérée par Anselme Paleari, officieusement par Terence Papiano. Durant son séjour, il rencontre Adrienne Paleari ; les deux ne tardent pas à s'éprendre l'un de l'autre, mais cet amour réciproque est rendu impossible par l'absence d'identité officielle de Mathias. C'est aussi cette absence formelle d'existence qui empêche Mathias de porter plainte quand Terence Papiano lui dérobe le reste de ses économies. Désireux de quitter Rome et de retrouver son identité, Adrien/Mathias feint de mourir une seconde fois en laissant son chapeau et son bâton près d'un pont près du Tibre.
Il regagne alors Miragno et retrouve sa femme mariée à son ami Pomino. Il quitte le domicile conjugal et termine ses jours à la bibliothèque, en écrivant sa biographie qui constitue le présent roman.

## Thème principal
La question de l'identité constitue le thème central du livre : incapable de s'imposer face à Batta Malagna et à la veuve Pescatore, Mathias profite d'un coup du sort pour changer de vie ; il s'aperçoit malheureusement que son retrait du monde et l'absence d'identité officielle ne le rend pas plus heureux. Après une parenthèse, Mathias s'aperçoit qu'il appartient à la société et ne peut s'y soustraire.

## Adaptations

### Cinéma
- 1926 : Feu Mathias Pascal, film français réalisé par Marcel L'Herbier
- 1937 : L'Homme de nulle part, film français réalisé par Pierre Chenal
- 1985 : La Double Vie de Mathias Pascal (Le due vite di Mattia Pascal), film italien réalisé par Mario Monicelli

### Théâtre
Adaptation en 2004 par Tullio Kezich.

### Bande dessinée
Le numéro 67 de Dylan Dog, portant le titre de L'uomo che visse due volte (« L'homme qui vécut deux fois »), le héros s'appelle Matthew Pasca et doit affronter sa part obscure qui s'appelle Adrian Mehis.